# Chikkahalli Kaval, Turuvekere
Chikkahalli Kaval là một làng thuộc tehsil Turuvekere, huyện Tumkur, bang Karnataka, Ấn Độ.